# NXT TakeOver: Phoenix
NXT TakeOver: Phoenix è stata la ventitreesima edizione della serie NXT TakeOver, prodotta dalla WWE per il suo settore di sviluppo, NXT, e trasmessa in diretta sul WWE Network. L'evento si è svolto il 26 gennaio 2019 alla Talking Stick Resort Arena di Phoenix (Arizona).
La serie di NXT TakeOver, riservata ai lottatori di NXT, è iniziata il 29 maggio 2014, con lo show tenutosi alla Full Sail University di Winter Park (Florida). I Dark Match sono contati dalla WWE come taping per la prossima puntata di NXT.

## Risultati
| # | Match | Stipulazioni                                       | Durata |
| - | --- | -------------------------------------------------- | ------ |
| N | The Sky Pirates (Io Shirai e Kairi Sane) hanno sconfitto Jessamyn Duke e Marina Shafir                                                | Tag Team match                                     | 06:41  |
| N | The Forgotten Sons (Steve Cutler e Wesley Blake) (con Jaxson Ryker) hanno sconfitto The Street Profits (Angelo Dawkins e Montez Ford) | Tag Team match                                     | 07:19  |
| 1 | War Raiders (Hanson e Rowe) hanno sconfitto The Undisputed Era (Kyle O'Reilly e Roderick Strong) (c)                                  | Tag Team match per l'NXT Tag Team Championship     | 16:57  |
| 2 | Matt Riddle ha sconfitto Kassius Ohno per sottomissione                                                                               | Single match                                       | 09:20  |
| 3 | Johnny Gargano ha sconfitto Ricochet (c)                                                                                              | Single match per l'NXT North American Championship | 23:36  |
| 4 | Shayna Baszler (c) ha sconfitto Bianca Belair per knockout tecnico                                                                    | Single match per l'NXT Women's Championship        | 15:26  |
| 5 | Tommaso Ciampa (c) ha sconfitto Aleister Black                                                                                        | Single match per l'NXT Championship                | 26:30  |

N Indica che il match farà parte di una futura puntata di NXT.